# David Pirri
David Almazán Abril (Sabadell, 12 febbraio 1974) è un allenatore di calcio ed ex calciatore spagnolo, di ruolo centrocampista, commissario tecnico della nazionale Under-14 cinese.

## Carriera
Nel mese di luglio del 1989 entra a far parte delle giovanili del Barcellona Dal 1992 al 1995 gioca 43 partite con il Barcellona B. Fin da giovane viene chiamato Pirri, come l'ex calciatore del Real Madrid José Martínez Sánchez.
Il 6 febbraio 1993 Quique Costa, allenatore del Barcellona B, a causa delle numerose assenze nella sua squadra convoca Pirri per la partita contro il Palamós. Rimane nella squadra fino al 1995, collezionando 43 presenze e un gol.
Nel 1994 Johan Cruijff lo convoca per disputare la sua unica partita ufficiale con la prima squadra, in Copa Catalunya contro il Figueres.
Nel 1995 passa al Club Polideportivo Mérida, che in quella stagione esordiva in Primera División. Esordì in Primera il 24 settembre 1995 in casa del Compostela. Alla fine del campionato il Mérida retrocesse, nella stagione successiva vinse il campionato e tornò in massima serie per ritornare subito in Segunda División.
Nel 1999 passa al Deportivo la Coruña che lo cede subito in prestito per una stagione al Las Palmas. Resta a lungo lontano dal campo a causa di un grave infortunio al ginocchio destro, comunque nella sua unica stagione con il club delle Canarie gioca 10 partite e segna due gol e vince il campionato sotto la guida dell'allenatore croato Sergije Krešić.
Nella stagione 2000-2001 passa in prestito al Numancia. Con il club di Soria gioca 24 partite in Primera División concludendo il campionato in ultima posizione.
Nel 2001 partecipa agli allenamenti del precampionato con il Deportivo ma a settembre viene ceduto un'altra volta in prestito allo Sporting Gijón.
Nel mese di luglio del 2002 firma un triennale con il Real Saragozza, club della Segunda División con l'obiettivo di ritornare in massima serie.
Arrivando al secondo posto in campionato gli aragonesi vengono promossi, e nella stagione successiva vincono la Coppa del Re battendo in finale il Real Madrid per 3-2. Nel 2004 partecipa alla Coppa UEFA e vince la Supercoppa spagnola battendo il Valencia.
Nel 2005 lascia il Real Saragozza e passa all'Albacete Balompié, in Segunda División.
Nella stagione successiva gioca in Tercera División con il Mérida prima di chiudere la carriera da giocatore nel 2008 con il Sabadell, la squadra della sua città natale.

### Allenatore
Nel 2009 intraprende la carriera da allenatore proprio al Sabadell, prendendo il posto di Ramon Moya.
Dopo 26 partite sulla panchina del club catalano, concluso il campionato a metà classifica, lascia il club e viene sostituito da Lluís Carreras.

## Palmarès

### Giocatore
- Segunda División spagnola: 2

Mérida: 1996-1997
Las Palmas: 1999-2000
- Coppa di Spagna: 1

Real Saragozza: 2003-2004
- Supercoppa di Spagna: 1

Real Saragozza: 2004